# Brûlain
Brûlain település Franciaországban, Deux-Sèvres megyében. Lakosainak száma 748 fő (2022. január 1.). Brûlain Les Fosses, Périgné, Prahecq, Saint-Martin-de-Bernegoue, Saint-Romans-des-Champs, Secondigné-sur-Belle, Aigondigné és Celles-sur-Belle községekkel határos.

## Népesség
A település népességének változása:
| Lakosok száma | 713  | 735  | 762  | 757  | 762  | 767  | 775  | 761  | 748  |
|               | 2013 | 2015 | 2016 | 2017 | 2018 | 2019 | 2020 | 2021 | 2022 |